# Plesiadapis
Plesiadapis è un genere estinto di mammiferi vissuto circa 58-55 milioni di anni fa in America del Nord ed Europa. Il suo aspetto era simile a quello dell'attuale scoiattolo col quale comunque non risulta apparentato.
 
Il Plesiadapis era dotato di artigli e gli occhi erano posizionati lateralmente; sembra che fosse più adatto alla vita arboricola rispetto a quella terrestre; si cibava di frutti e fogliame.